# Stactobia forsslundi
Stactobia forsslundi är en nattsländeart som beskrevs av Schmid 1959. Stactobia forsslundi ingår i släktet Stactobia och familjen smånattsländor. Inga underarter finns listade i Catalogue of Life.